# Plecturocebus olallae
Plecturocebus olallae é uma espécie de primata platirrino da família Pitheciidae e subfamília Callicebinae. É endêmico do alto rio Beni, na Bolívia.